# حملة جزر الهند الغربية الهولندية
قالب:Campaignbox Fourth Anglo-Dutch War
قالب:Campaignbox Anglo-French War (1778–83)
كانت حملة جزر الهند الغربية الهولندية (بالإنجليزية: Dutch West Indies campaign)‏ عبارة عن سلسلة من النزاعات البسيطة في عامي 1781 و1782 في الحرب الإنجليزية الهولندية الرابعة والحرب الأنجلو-فرنسية (1778-1783). بعد إعلان بريطانيا العظمى الحرب على الجمهورية الهولندية في ديسمبر عام 1780، أخطر الأدميرال البريطاني البارون جورج بريدجز رودني، قائد البحرية الملكية في جزر الهند الغربية بسرعة الإبحار عقب الإعلان.